# ベダンダ
ベダンダ（英: Bedanda）は、ギニアビサウ南部の町。トンバリ州ベダンダ区に位置し、ベダンダ区の首府である。